# JSCA International Stadium Complex
Das Jharkhand States Cricket Association International Cricket Stadium, auch bekannt als JSCA International Stadium Complex, ist ein Cricket-Stadion in Ranchi, Indien.

## Kapazität & Infrastruktur
Das Stadion hat eine Kapazität von 50.000 Plätzen und ist mit einer Flutlichtanlage ausgestattet. Die beiden Wicketenden sind das M.S Dhoni Pavillion und das Amitabh Choudhary Pavillion.

## Internationales Cricket
Das erste One-Day International wurde hier im Januar 2013 zwischen Indien und England ausgetragen. Seitdem war es Spielstätte mehrerer internationaler Begegnungen. Das erste Test-Match in diesem Stadion fand im Oktober 1978 zwischen Indien und Australien statt.

## Nationales Cricket
Das Stadion ist die Heimstätte von Jharkhand im nationalen indischen Cricket. Es löste bei dessen Errichtung das bis dahin vornehmlich genutzte Keenan Stadium in Jamshedpur ab.